# الحواتة
الحواتة، مدينة تقع في ولاية القضارف بالسودان، في منطقة حزام الزراعة المطرية بشرق السودان. وهي ثاني أكبر مدينة في ولاية القضارف.

## سبب التسمية
«الحواتة»، لفظ مشتق من كلمة الحوت ويطلق باللهجة السودانية العربية على صيادي الحوت أي الأسماك، وقد أطلق على المدينة لأنها نشأت في البدء كقرية لصيادي الأسماك على ضفاف نهر الرهد الذي تقوم عليه المدينة.

## الموقع
تقع الحواتة بين خط الطول 34.6 شرقا وخط العرض 13.4 شمالاً، على الضفة الشرقية لنهر الرهد، وتحدها من جهة الشرق الشمالي محلية القضارف ومن الشمال الغربي محلية الفاو.

## الإدارة
إدارياً تعتبر الحواتة محلية من محليات ولاية القضارف وهي حاضرة محلية الرهد، وتتبع لها أربع وحدات إدارية.

## السكان
يقطن الحواتة لفيف من القبائل و الأثنيات السودانية المختلفة ومن بينها الهوسا و الكواهلة و القمر و البني عامر و البرقو و السلامات و و قبائل جبال النوبة وقبائل رفاعة وغيرها. ويبلغ عدد السكان 35,990 نسمة.

## النشاط الإقتصادي
تعد الزراعة الحرفة الرئيسية للسكان يليها الرعي وتربية الحيوان ثم التجارة.

## الأسواق
توجد بالحواتة سوقاً كبيرة مقسمة الي وحدتين: السوق الشمالية والسوق الجنوبية. كما توجد سوق للمحاصيل .

## معالم المدينة
- مبنى التأمين الصحي
- رئاسة الشرطة
- المحكمة
- النيابة العامة
- المجمع الزراعي
- المصرف الزارعي
- مصرف المزارع التجاري
- مشروع هيئة مياه الحواتة ودالعقيلي وهو مشروع ضخم يغطي حاجة المحلية من المياه.

## الأحياء السكنية بالمدينة
- دار السلام
- المستقبل
- النصر
- الجنائن
- الشهداء
- الميدان
- النهضة
- الأندلس
- الرياض
- القادسية
- الوحدة
- المحطة
- السلام
- الانتفاضة
- حي الهدى
- الإنقاذ
- حلة خليفة
- حي الهجرة
- حي الأنصار
- حي الواحة
- امتداد فيصل
- العسمة الجديدة

## الرعاية الصحية
يوجد بها مستشفى واحد هو مستشفي الحواتة التعليمي، إلى جانب عدد من المراكز الصحية، وعيادة بيطرية.

## التعليم
ومن ناحية التعليم توجد مدرسة ثانوية عليا للبنين واخري للبنات، ومدرسة نموذجية، ومدرسة تجارية ومعهد حرفي وعدد من رياض الأطفال ومدارس مرحلة الأساس.

## النقل والاتصالات
إلى جانب شبكة الطرق السريعة والطرق الموسمية التي تربطها بما جاورها من مدن ومناطق ريفية، يمر عبر المدينة خط السكة الحديدية الذي يصل ميناء بورتسودان وكلاً من مدينتي كسلا والقضارف بالخرطوم عبر سنار و ود مدني بولاية الجزيرة.

## الرياضة
هناك اتحاد فرعي لكرة القدم يشرف علي ثلاث درجات للدوري (أولي، ثانية، ثالثة).ويوجد ملعب محاط بسور مشيّد بالطوب الآجر. والنوادي
الأهلي:
التضامن.
الأندلس.
السهم.
الكفاح.
ودنوباوي.
هلال ودالشاعر. 
المريخ.
التكامل حلة الخليفة.
الصوفي.
الشرطة.
الزهرة.
الوفاق شلعي.
الكوكب بلوس.
حي العرب العسمة الجديدة